# Willian Felipe Dorn
Willian Felipe Dorn, noto semplicemente come Willian (Jaraguá do Sul, 17 dicembre 1994), è un giocatore di calcio a 5 brasiliano.
Con la nazionale brasiliana è stato campione del mondo nel 2024.

## Biografia
È cugino di Léo Jaraguá, anch'egli giocatore di calcio a 5 professionista, che tuttavia ha scelto di rappresentare sportivamente il Kazakistan avendo militato nel Qairat per quasi un decennio.

## Carriera

### Club
Formatosi nel settore giovanile del Jaraguá, Willian si trasferisce al Joinville all'età di diciott'anni per affiancare i più esperti Tiago e Djony. Nella stagione 2017 viene promosso titolare, contribuendo alla vittoria della prima Liga Nacional del Joinville. A livello individuale, è stato premiato come miglior portiere ai Futsal Awards del 2023. Dopo undici stagioni con i catarinensi, nel gennaio del 2024 passa ai russi del Noril'skij Nikel'. 

### Nazionale
Con la Nazionale maschile under 20 di calcio a 5 del Brasile Willian ha vinto il campionato sudamericano di categoria del 2014 mentre con la nazionale maggiore ha partecipato a due Coppe del Mondo. All'edizione del 2021 fu convocato come terzo portiere mentre in quella successiva come titolare, risultando decisivo nella vittoriosa finale contro l'Argentina e venendo inoltre premiato come miglior portiere del torneo.

## Palmarès

### Club
- Campionato brasiliano: 1
Joinville: 2017

### Nazionale
- Campionato mondiale: 1
Uzbekistan 2024

### Individuale
- Futsal Awards: 1
Miglior portiere: 2023